# Prefettura apostolica di Tunxi
La prefettura apostolica di Tunxi (in latino: Praefectura Apostolica Tunkiensis) è una sede della Chiesa cattolica in Cina. Nel 1950 contava 1.918 battezzati su 1.000.000 di abitanti. La sede è vacante.

## Territorio
La prefettura apostolica comprende parte della provincia cinese dell'Anhui.
Sede prefettizia è la città di Tunxi.

## Storia
La prefettura apostolica di Tunxi è stata eretta il 22 febbraio 1937 con la bolla Supremum Nostrum di papa Pio XI, ricavandone il territorio dal vicariato apostolico di Wuhu (oggi diocesi).

## Cronotassi dei vescovi
Si omettono i periodi di sede vacante non superiori ai 2 anni o non storicamente accertati.
- José Fogued y Gil, C.M.F. † (24 aprile 1937 - 24 gennaio 1954 deceduto)

## Statistiche
La prefettura apostolica nel 1950 su una popolazione di 1.000.000 di persone contava 1.918 battezzati, corrispondenti allo 0,2% del totale.
| anno | popolazione | popolazione | popolazione | presbiteri | presbiteri | presbiteri | presbiteri                | diaconi | religiosi | religiosi | parrocchie |
| anno | battezzati  | totale      | %           | numero     | secolari   | regolari   | battezzati per presbitero | diaconi | uomini    | donne     | parrocchie |
| ---- | ----------- | ----------- | ----------- | ---------- | ---------- | ---------- | ------------------------- | ------- | --------- | --------- | ---------- |
| 1950 | 1.918       | 1.000.000   | 0,2         | 11         |            | 11         | 174                       |         |           |           | 7          |